# Perekali
Perekali (ucraniano: Перека́лі) es un pueblo de Ucrania, constituido administrativamente como una pedanía del asentamiento de tipo urbano de Demýdivka, en el raión de Dubno de la óblast de Rivne.
En 2001, el pueblo tenía una población de 338 habitantes.
Se ubica en la periferia occidental de Kniahýnyne.

## Historia
Antes de la formación del actual municipio de Demýdivka en 2016, el pueblo era una pedanía del consejo rural de Kniahýnyne en el raión de Demýdivka.